# 트라네모시

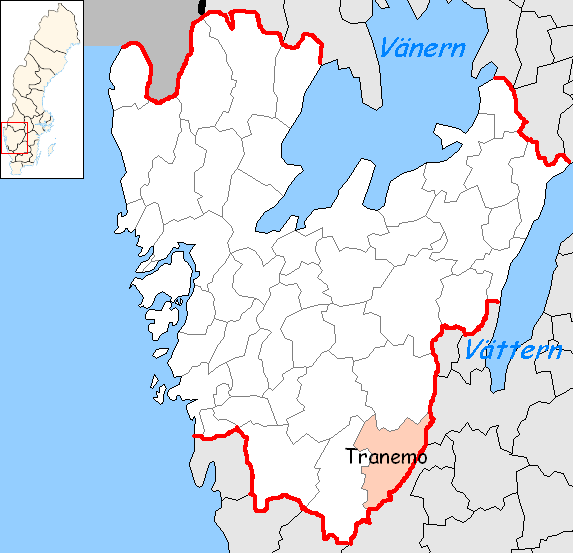
트라네모 시의 위치

트라네모시(스웨덴어: Tranemo kommun)는 스웨덴 베스트라예탈란드주에 위치한 지방 자치체로 행정 중심지는 트라네모이며 면적은 778.48km2, 인구는 11,776명(2016년 12월 31일 기준), 인구 밀도는 15명/km2이다.

시 문장